# The World Is Yours (álbum de Ian Brown)
The World Is Yours é o 5° álbum solo do artista britânico Ian Brown, lançado no dia 15 de outubro de 2007.

## Faixas

### Edição Padrão
1. "The World Is Yours"
2. "On Track"
3. "Sister Rose" (feat. Steve Jones and Paul Cook)
4. "Save Us"
5. "Eternal Flame"
6. "The Feeding of the 5000"
7. "Street Children"
8. "Some Folks Are Hollow (feat. Sinéad O'Connor)"
9. "Goodbye To the Broken"
10. "Me And You Forever" (feat. Steve Jones and Paul Cook)
11. "Illegal Attacks (feat. Sinéad O'Connor)"
12. "The World Is Yours (Reprise)"

### Edição Especial (disco bonus)
1. "The World Is Yours (Orquestral Mix)"
2. "On Track (Orquestral Mix)"
3. "Sister Rose (Orquestral Mix)"
4. "Save Us (Orquestral Mix)"
5. "Eternal Flame (Orquestral Mix)"
6. "The Feeding of the 5000 (Orquestral Mix)"
7. "Street Children (Orquestral Mix)"
8. "Some Folks Are Hollow (featuring Sinéad O'Connor) (Orquestral Mix)"
9. "Goodbye To the Broken (Orquestral Mix)"
10. "Me And You Forever (Orquestral Mix)"
11. "Illegal Attacks (featuring Sinéad O'Connor) (Orquestral Mix)"
12. "The World Is Yours (Reprise) (Orquestral Mix)"

### Edição Japonesa
1. "The World Is Yours"
2. "On Track"
3. "Sister Rose" (feat. Steve Jones and Paul Cook)
4. "Save Us"
5. "Eternal Flame"
6. "The Feeding of the 5000"
7. "Street Children"
8. "Some Folks Are Hollow (feat. Sinéad O'Connor)"
9. "Goodbye To The Broken"
10. "Me And You Forever" (feat. Steve Jones and Paul Cook)
11. "Illegal Attacks (feat. Sinéad O'Connor)"
12. "Sister Rose (Japanese version)"
13. "The World Is Yours (Reprise)"